# Basket Case (single)
Basket Case is een nummer van de Amerikaanse punkband Green Day. Het is de derde single van hun derde studioalbum Dookie.

## Videoclip
De clip van Basket Case is geregisseerd door Mark Kohr. De videoclip speelt zich af in een psychiatrisch ziekenhuis waar Billie Joe Armstrong, Mike Dirnt en Tré Cool in terecht zijn gekomen. Armstrong begint op zijn gitaar te spelen. Mike Dirnt speelt vervolgens basgitaar terwijl hij op een brancard ligt. Tré Cool zit in een rolstoel speelt tegelijkertijd drums.

## Tracklist
1. "Basket Case" - 3:01
2. "On The Wagon" - 2:48
3. "Tired of Waiting for You" - 2:30
4. "409 In Your Coffeemaker" - 2:49

## Hitnotering
| Nummer | 50 | 49 | uit |

## Hitlijsten
| Jaar | Hitlijst                     | Nr. |
| ---- | ---------------------------- | --- |
| 1994 | Modern Rock Tracks (VS)      | 1   |
| 1994 | Mainstream Rock Tracks (VS)  | 9   |
| 1995 | Billboard Hot 100 Airplay    | 26  |
| 1994 | Top 40 Mainstream (VS)       | 16  |
| 1995 | Noorse hitlijst              | 2   |
| 1994 | Zweedse hitlijst             | 3   |
| 1994 | Official UK Singles Chart    | 6   |
| 1995 | Official Irish Singles Chart | 11  |
| 1995 | Duitse hitlijst              | 18  |

### NPO Radio 2 Top 2000
| Nummer met noteringen in de NPO Radio 2 Top 2000 | '14 | '15 | '16 | '17 | '18 | '19 | '20 | '21 | '22 | '23 | '24 |
| ------------------------------------------------ | --- | --- | --- | --- | --- | --- | --- | --- | --- | --- | --- |
| Basket Case                                      | 599 | 463 | 371 | 359 | 393 | 370 | 396 | 387 | 374 | 396 | 340 |

1. ↑  Een vetgedrukt getal geeft de hoogste notering aan.
2. ↑  2014 was het eerste jaar met een notering voor dit nummer.